# John B. Sosnowski

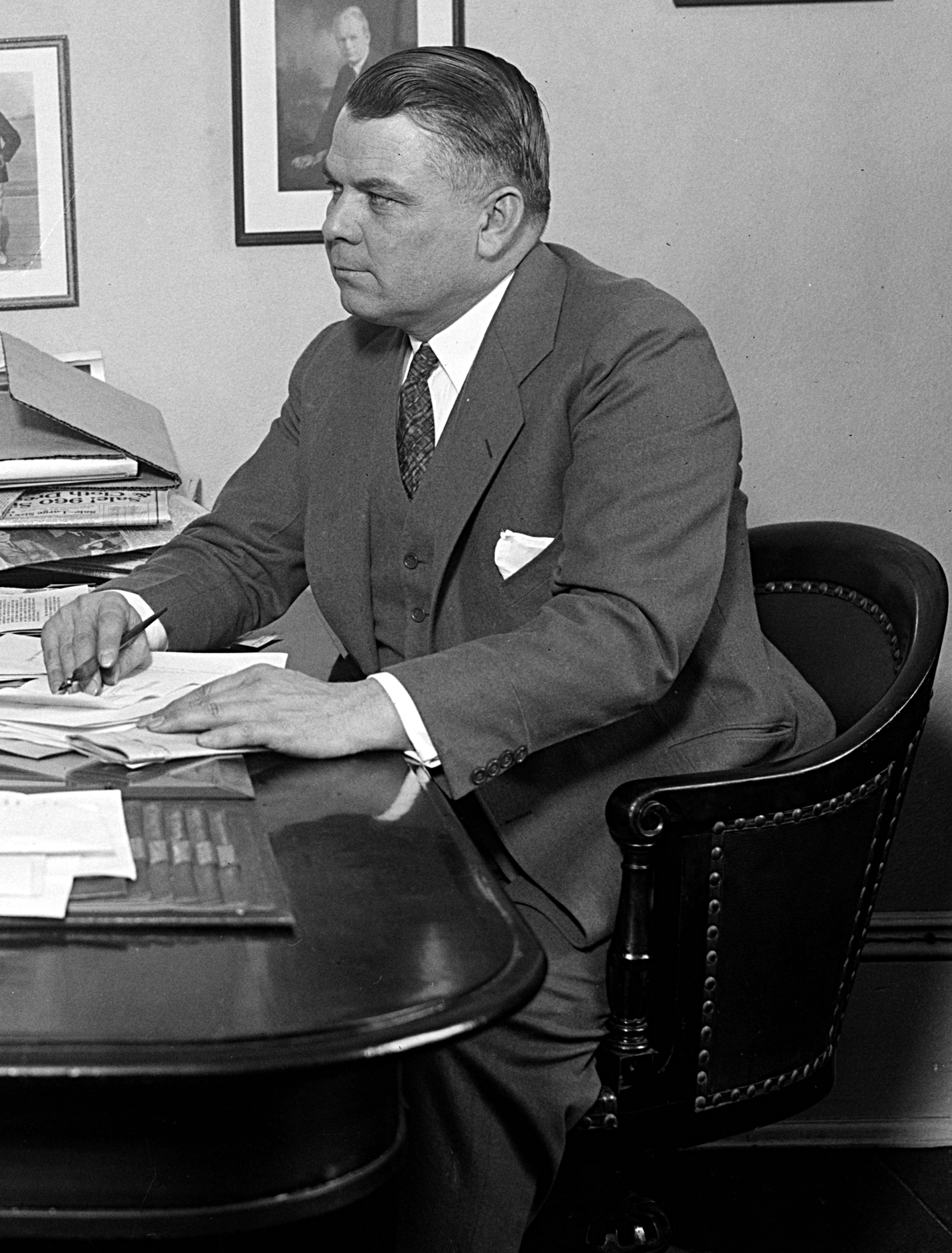
John B. Sosnowski (1926)

John Bartholomew Sosnowski (* 8. Dezember 1883 in Detroit, Michigan; † 16. Juli 1968 ebenda) war ein US-amerikanischer Politiker. Zwischen 1925 und 1927 vertrat er den Bundesstaat Michigan im US-Repräsentantenhaus.

## Werdegang
John Sosnowski besuchte die öffentlichen Schulen seiner Heimat und eine Militärschule. Während des Spanisch-Amerikanischen Krieges war er Soldat in der US Army. Dabei war er auf Kuba und den Philippinen eingesetzt. Nach Kriegsende blieb Sosnowski bis 1906 in der Armee. Dabei war er bei der Verwaltung der US-Militärakademie in West Point tätig.
Nach seiner Militärzeit kehrte er nach Detroit zurück, wo er in der Immobilienbranche und im Börsengeschäft arbeitete. Zwischen 1909 und 1916 war Sosnowski Hauptmann in der Nationalgarde von Michigan. Dabei war er 1916 an der Grenze zu Mexiko eingesetzt, wo es damals zu Spannungen kam. Zwischen 1918 und 1924 war er Vorsitzender der Trinkwasserkommission der Stadt Detroit. Politisch war er Mitglied der Republikanischen Partei. Bei den Kongresswahlen des Jahres 1924 wurde er im ersten Wahlbezirk von Michigan in das US-Repräsentantenhaus in Washington, D.C. gewählt, wo er am 4. März 1925 die Nachfolge von Robert H. Clancy antrat. Da er im Jahr 1926 von seiner Partei nicht zur Wiederwahl nominiert wurde, konnte er bis zum 3. März 1927 nur eine Legislaturperiode im Kongress absolvieren.
Nach seinem Ausscheiden aus dem US-Repräsentantenhaus arbeitete Sosnowski wieder in der Immobilienbranche und im Börsengeschäft. Zwischen 1932 und 1944 war er Delegierter zu allen Republican National Conventions. In den Jahren 1942, 1944 und 1946 bewarb er sich jeweils erfolglos um seine Rückkehr in den Kongress. Zwischen 1947 und 1951 arbeitete er für die Alkoholkontrollkommission (Michigan Liquor Control Commission) des Staates Michigan. John Sosnowski starb am 16. Juli 1968 in seiner Heimatstadt Detroit.